# Bolama (Insel)
Bolama ist eine Insel im Atlantischen Ozean vor der Küste Westafrikas. Sie gehört zu Guinea-Bissau. Hauptort ist die knapp 5000 Einwohner zählende Stadt Bolama, bis 1941 Hauptstadt der damaligen Portugiesischen Kolonie Portugiesisch-Guinea.

## Geografie
Die Insel ist die am nächsten dem Festland von Guinea-Bissau gelegene des Bissagos-Archipels im westafrikanischen Schelf des Atlantischen Ozeans. Sie liegt zwischen der Mündung des Rio Geba und des Rio Grande de Buba und ist ca. 65 km2 groß. An der östlichen Küste befindet sich Bolama, die gleichnamige Hafen- und Hauptstadt der Verwaltungsregion Bolama.
Die Insel hat 6024 Einwohner.

Sie ist fast gänzlich von Mangrovenwäldern umgeben und bekannt für ihre Cashewnüsse.

## Geschichte/Politik
Bolama war bei Eintreffen britischer Kolonialisten im Jahre 1792 unbesiedelt. Nach einer Reihe von Fehlschlägen beendeten die Briten 1794 ihre Besiedlungsversuche auf der Insel. 1814 scheiterte ein erneuter Versuch der Kolonialisierung.
Portugal erhob 1830 ebenfalls Anspruch auf Bolama. 1860 erklärten die Briten die Insel zu einem Teil ihrer damaligen Kolonie Sierra Leone. 1870 sprach jedoch eine Kommission unter Vorsitz von Ulysses S. Grant Bolama den Portugiesen zu. In der Folge wurde die Stadt Bolama 1879 die erste Hauptstadt von Portugiesisch-Guinea, verlor diese Funktion aber 1941 an Bissau.

## Wirtschaft/Tourismus
Die Insel wurde später eine wichtige Zwischenstation für Wasserflugzeuge. Eine Statue in der Inselhauptstadt erinnert an einen Absturz im Jahre 1931.
1986–2003 wurde auf Bolama von der belgischen Entwicklungshilfeorganisation Iles De Paix ein Hilfsprojekt für Bootsbau und Fischfang betrieben.
Sehenswert sind sowohl die sandigen Strände als auch der ehemalige Gouverneurspalast. Die Insel ist anerkanntes Biosphärenreservat. Die Regierung von Guinea-Bissau strebt eine Anerkennung als UNESCO-Welterbe an. Ein Damm stellt eine Verbindung mit der Ilha das Cobras her.
Trotz internationaler Bemühungen um die schützenswerte Natur auf Bolama schloss die Regierung von Guinea-Bissau mit einer spanischen Gesellschaft einen Vertrag, der die Insel als Standort für eine Abwrackwerft von Schiffen vorsieht. In der Folge dieses am 17. Oktober 2002 in Curuña, Spanien unterzeichneten Vertrages kam es auf Grund von Berichterstattung und Öffentlichkeitsarbeit zu Protesten. Das Projekt wird in der Bevölkerung der Region, aber auch von Umwelt- und Naturschutzverbänden sowie Nichtregierungsorganisationen entschieden abgelehnt. Die Vertragspartner wurden aufgefordert, die Planung der Anlage einzustellen und von der Durchführung des Projektes abzusehen.